# ۹۹ فرانک (فیلم)
۹۹ فرانک (انگلیسی: 99 Francs) فیلمی در ژانر درام و کمدی است که در سال ۲۰۰۷ منتشر شد. از بازیگران آن می‌توان به ژان دوژاردن و فردریک بایگبدر اشاره کرد.